# Neanura illina
Neanura illina är en urinsektsart som beskrevs av Christiansen och Bellinger 1980. Neanura illina ingår i släktet Neanura och familjen Neanuridae. Inga underarter finns listade i Catalogue of Life.